# Arrondissement Melun
Arrondissement Melun (fr. Arrondissement de Melun) je správní územní jednotka ležící v departementu Seine-et-Marne a regionu Île-de-France ve Francii. Člení se dále na 8 kantonů a 91 obcí.

## Kantony
od roku 2015:
- Combs-la-Ville
- Fontainebleau (část)
- Fontenay-Trésigny (část)
- Melun
- Nangis (část)
- Ozoir-la-Ferrière (část)
- Saint-Fargeau-Ponthierry
- Savigny-le-Temple

před rokem 2015:
- Brie-Comte-Robert
- Le Châtelet-en-Brie
- Combs-la-Ville
- Le Mée-sur-Seine
- Melun-Nord
- Melun-Sud
- Mormant
- Perthes
- Savigny-le-Temple
- Tournan-en-Brie